# Stranded (Haiti Mon Amour)
Stranded (Haiti Mon Amour) ist ein Lied von Jay-Z, Bono, The Edge und Rihanna. Es ist eine Benefiz-Single, der Hope for Haiti Now Kampagne und wurde am 23. Januar 2010, eine Woche nach dem Erdbeben in Haiti, veröffentlicht.

## Hintergrund
Die Idee zum Lied kam den Produzenten Swizz Beatz, als er Textnachrichten an Jay-Z und Bono sendete. Schließlich nahmen sie sich vor, zusammen an einem Lied zuarbeiten. Bono schrieb einen Teil des Liedtextes, als er mit Beatz telefonierte. Beatz sagte: „Die Idee des Liedes ist, 'Wir lassen euch nicht alleine und hilflos'. dann arbeiteten ich und Bono weiter an Ideen und er dachte 'You know this word stranded keeps standing out of me' und ich fragte ob er es singen könnte, aber er sagte 'er habe alles auf einem Diktiergerät aufgenommen – wenigstens sang er es noch einmal am Telefon.“  Bono und The Edge schrieben den Rest des Liedes anschließend zusammen.
Die Produktion fand an vielen Orten statt. Beatz holte dann Rihanna und sagte später: „Ich wusste, dass Jay dazu fähig ist, eine Geschichte zu erzählen und dass Bono dazu fähig ist, das Lied genau den Anforderungen entsprechend zu singen. Dann holte ich Rihanna und sie passt wie ein Engel zu diesem Lied und bringt alles wieder auf ihre Art rüber mit einem wundervollen Gesang.“  Am Ende wurde das Lied von Beatz und Declan Gaffney produziert.
Im Lied rapt Jay-Z:
When the sky falls and the earth quakes
We gonna put this back together
We won't break.
Bono und Rihanna sangen die Hook, dabei übernahm Rihanna den Hauptgesang.

## Veröffentlichung
Stranded (Haiti Mon Amour) wurde das erste Mal Live in London am 22. Januar 2010 präsentiert und wurde später als Teil der Hope for Haiti Now: A Global Benefit for Earthquake Relief Telethon gespielt. Während des Auftrittes spielte The Edge Gitarre und sorgte dafür, dass das Lied eines der schnelleren des Events wurde.
Stranded (Haiti Mon Amour) wurde am 23. Januar im Vereinigten Königreich bei iTunes veröffentlicht. Alle Einnahmen aus den digitalen und den CD verkaufen gingen an die Hope For Haiti Now Kampagne. Dieses Lied ist Rihannas zweite Wohltätigkeits-Single für diese Kampagne (nach Redemption Song). Am gleichen Tag der Liedveröffentlichung wurde auch das Hope for Haiti Now Album veröffentlicht.
Später nahmen U2 einige Mixversionen des Liedes auf.

## Rezeption
The New York Times dachten die Stars wollten aus Stranded (Haiti Mon Amour) ein originales Lied aufnehmen, jedoch waren sie mit den Gesamtwerk nicht zufrieden: „Das musikalische war nur mäßig und das Konzept wurde aus den Augen gelassen“. Ann Powers von der Los Angeles Times verglich dieses Lied mit den U2 Projekt Passengers aus dem Jahre 1995 und lobte den modernen Rap von Stranded (Haiti Mon Amour). The Hartford Courant beschrieb das Lied als die aufregendste Zusammenarbeit des Events, jedoch kritisierten sie, dass Bono nicht zum Team passe.

## Charts
| ChartsChartplatzierungen       | Höchstplatzierung | Wochen |
| ------------------------------ | ----------------- | ------ |
| Österreich (Ö3)                | 10 (2 Wo.)        | 2      |
| Vereinigtes Königreich (OCC)   | 41 (2 Wo.)        | 2      |
| Vereinigte Staaten (Billboard) | 16 (2 Wo.)        | 2      |